# Faro de Cabo Rachado
El Faro de Cabo Rachado (en malayo: Rumah Api Tanjung Tuan) es un faro situado en Tanjung Tuan, también conocido como Cabo Rachado, en Malaca, Malasia, situado cerca de Puerto Dickson, Negeri Sembilan. El faro es el más antiguo del país; su historia supuestamente data del dominio portugués de Malaca en el siglo XVI .
La historia temprana del faro permanece en gran parte sin verificar, con versiones extraoficiales de la población local que conoce la historia del faro de un período posterior a la conquista de Malaca por Portugal en 1511. El gobierno portugués en Malaca mostró interés por la construcción de un faro para guiar sus barcos a través de los estrechos de Malaca, completando la primera iteración de la estructura en Cabo Rachado (un nombre dado por los portugueses, que significa "Cabo Roto"). La posesión del faro fue entregada a los holandeses, junto a Malacca en su totalidad en 1641, y una segunda versión del edificio se construyó probablemente en 1817, durante el gobierno provisional de los británicos, siete años antes del traspaso total de Malaca a estos últimos en 1824. 
El actual faro fue construido en 1863, cuando el área era posesión británica, y permanece activo, aún hoy.